# Astragalus genuflexus
Astragalus genuflexus es una especie de planta del género Astragalus, de la familia de las leguminosas, orden Fabales.

## Distribución
Astragalus genuflexus se distribuye por Turquía.

## Taxonomía
Fue descrita científicamente por Freyn & Sint. Fue publicada en Oesterr. Bot. Z. 42: 12 (1892).